# Aegialites californicus
Aegialites californicus és una espècie de coleòpter de la família Salpingidae. Es troba als (EUA).